# Exochus leptomma
Exochus leptomma là một loài tò vò trong họ Ichneumonidae.